# Ruellia menthioides
Ruellia menthioides är en akantusväxtart som först beskrevs av Christian Gottfried Daniel Nees von Esenbeck, och fick sitt nu gällande namn av William Philip Hiern. Ruellia menthioides ingår i släktet Ruellia och familjen akantusväxter. Inga underarter finns listade i Catalogue of Life.